# Maria Afonso
Maria Afonso (* 1301; † 1320) war eine uneheliche Tochter des portugiesischen Königs Dionysius (Dom Dinis) aus seiner Beziehung zu Marinha Gomes.
Sie verbrachte ihr Leben als Nonne im Kloster von Odivelas. 19-jährig wurde sie ermordet.
Ihr Grab befindet sich auf der linken Seite des Hauptaltars der Klosterkirche.
Nach ihr wurde ein Platz in Odivelas benannt, die Praceta Maria Afonso.
| Personendaten    | Personendaten                           |
| ---------------- | --------------------------------------- |
| NAME             | Maria Afonso                            |
| KURZBESCHREIBUNG | portugiesische Königstochter und Nonnen |
| GEBURTSDATUM     | 1301                                    |
| STERBEDATUM      | 1320                                    |